# Sh2-264

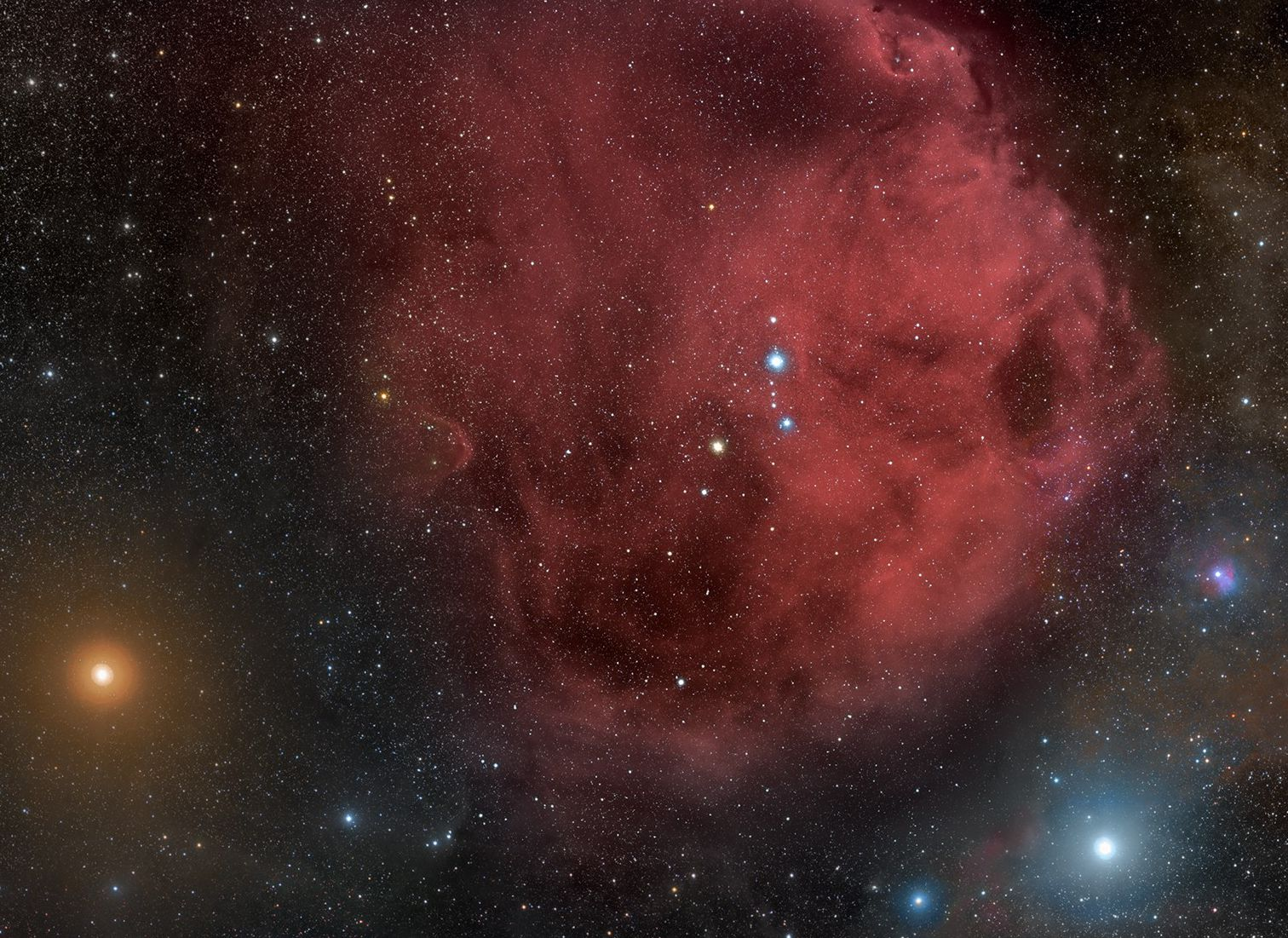
獵戶座λ星環的分子雲是一種恆星形成區的星雲，其特徵是在天氣晴朗、乾燥的環境下，通常只要以可見光，在一分鐘的長時間曝光下，就可以看見。靠近獵戶座的頭部，在神話中代表獵人肩膀的參宿四（獵戶座α）和參宿五（獵戶座γ）分別在這個恆星形成區的東南和西南方。

Sh2-264，也稱為獵戶座λ環，位於獵戶座分子雲團（OMCC）的北部地區，是一個分子雲和氫離子區。OMCC是最著名的恆星形成區域之一，也是銀河系中離太陽系最近的一區，在那裏誕生了許多大質量的恆星。這個星雲以其中最主要的恆星，獵戶座λ（觜宿一）的名字命名，因為就是這柯藍巨星的紫外線輻射使周圍的物質被電離。因為它較明亮的部分（粉紅色到桃紅色）與神仙魚相似，所以它有時也被稱為神仙魚星雲。相反的，在紅外線的影像中，會出現它被電離的邊界。

## 觀察
位於獵戶座頭部的獵戶座λ距離地球大約1,100光年，它在構成獵戶座四邊形的參宿四、參宿五、參宿六和參宿七的北方。這顆恆星位於由炙熱、年輕的4等星和5等星組成，裸眼就可以看見的疏散星團柯林德69的中心，用雙筒望遠鏡就可以解析出它是雙星。星團的其餘部分和相關的星雲跨越數百光年，其中心距離我們大約在1,400光年遠。
使用雙筒望遠鏡或天文望遠鏡都看不見這個廣闊的星雲。在長時間曝光的照片，它會很清晰的呈現，就如同前述的照片。

介於觜宿一和參宿四之間的橙巨星觜宿三（獵戶座ψ2），距離地球只有大約116光年，不是這個區域內的成員，它只是因為投影的效應出現在這個區域。
HD 34989（視星等5.78等）是一顆藍-白色主序星，位於觜宿一和參宿五之間，需要透過望遠鏡的放大才能看見。它跨在環上，有一個小的星雲環繞著它，並且橫跨在環上。在近紅外線的觀測下比其它光譜下看到的更大。

## 圖集

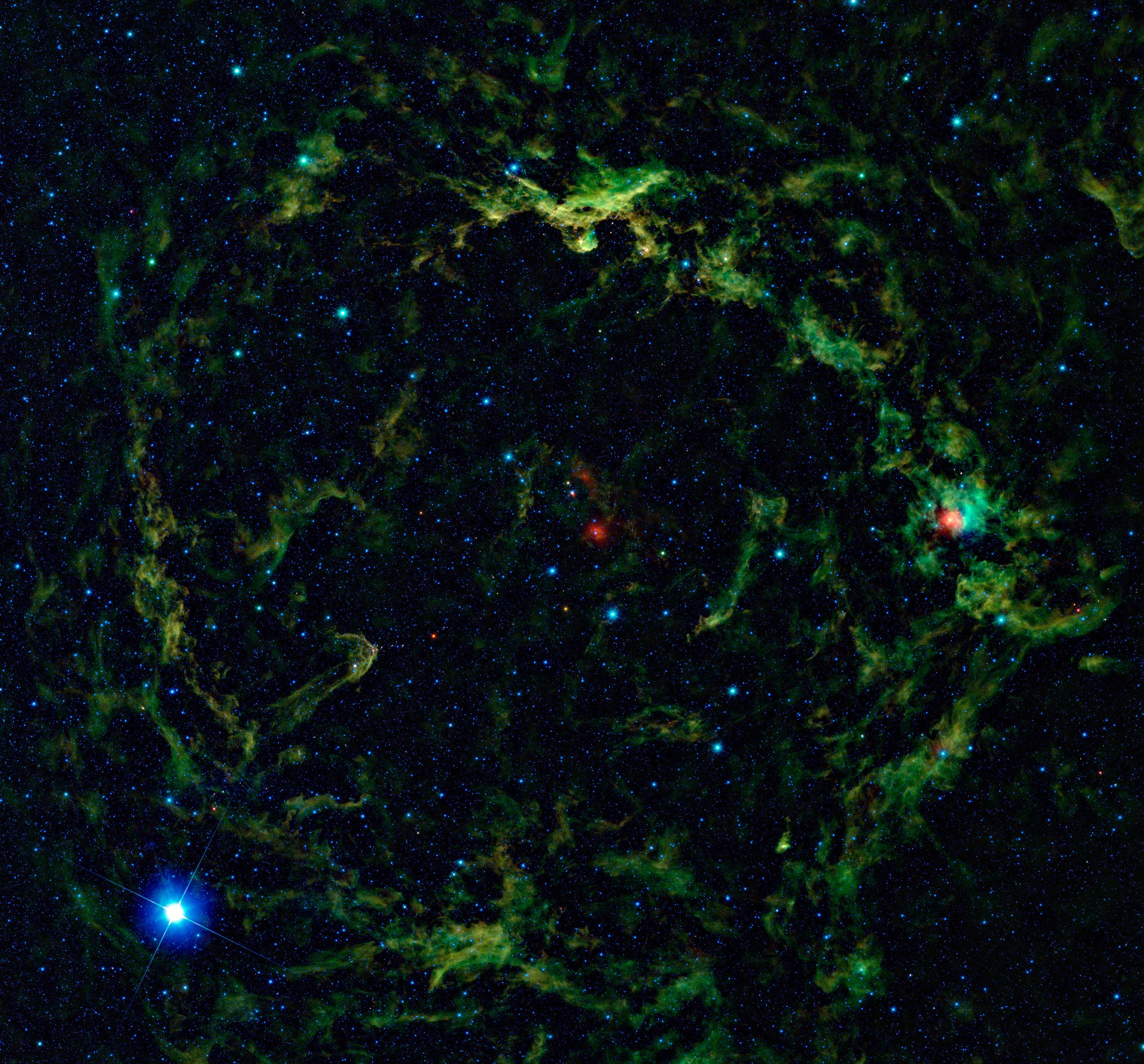
環在紅外線的觀測下顯示出氫離子區的狀態。圖像左下方的亮星是參宿四，因為它是非常明亮的紅外和近紅外光源，因此在紅外線的觀測下特別明亮而呈現藍白色
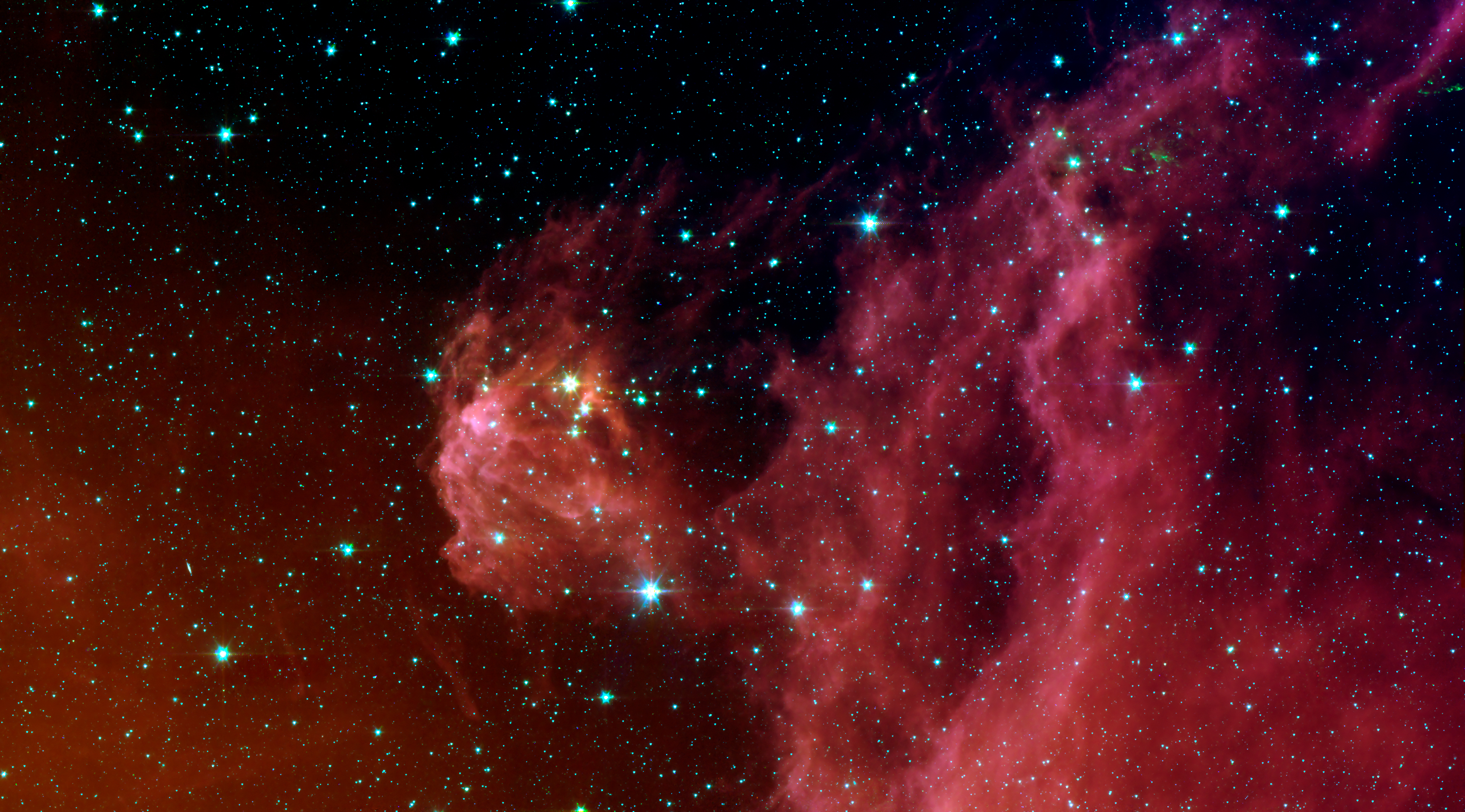
史匹哲太空望遠鏡看到的巴納德30是獵戶座λ環的一部份。年輕的恆星正在這個區域形成。
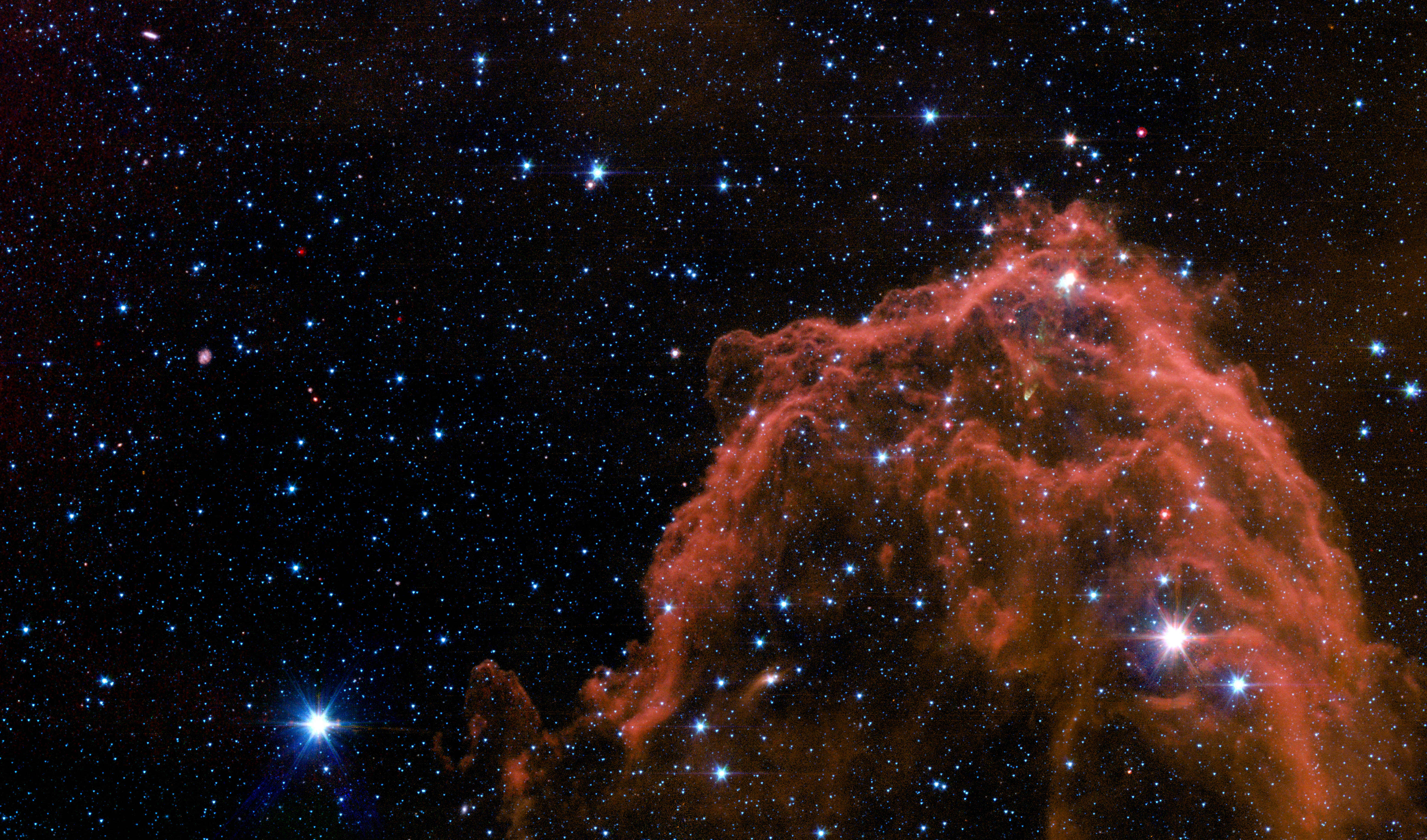
史匹哲太空望遠鏡看到的巴納德35也是獵戶座λ環的一部份。赫比格-哈羅天體HH175是該結構的一部分。影像右下部分的亮星是獵戶座FU。
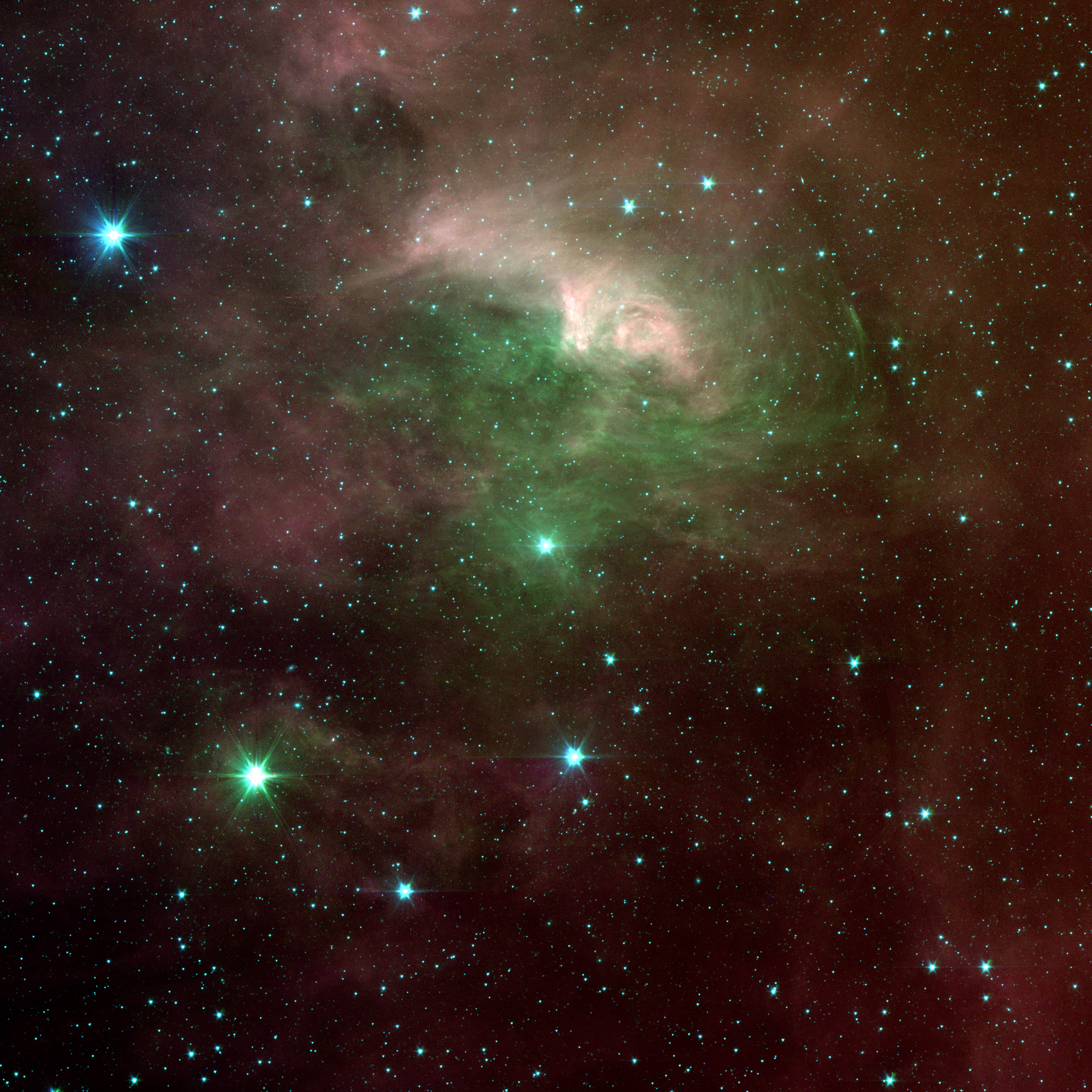
史匹哲太空望遠鏡拍攝的影像，顯示恆星HD 34989 被獵戶座λ環的一部份物質包圍著。

## 外部連結
- CCD Images of the Sharpless Catalog （页面存档备份，存于）
- Galaxy Map （页面存档备份，存于）